# العربة المطبخ

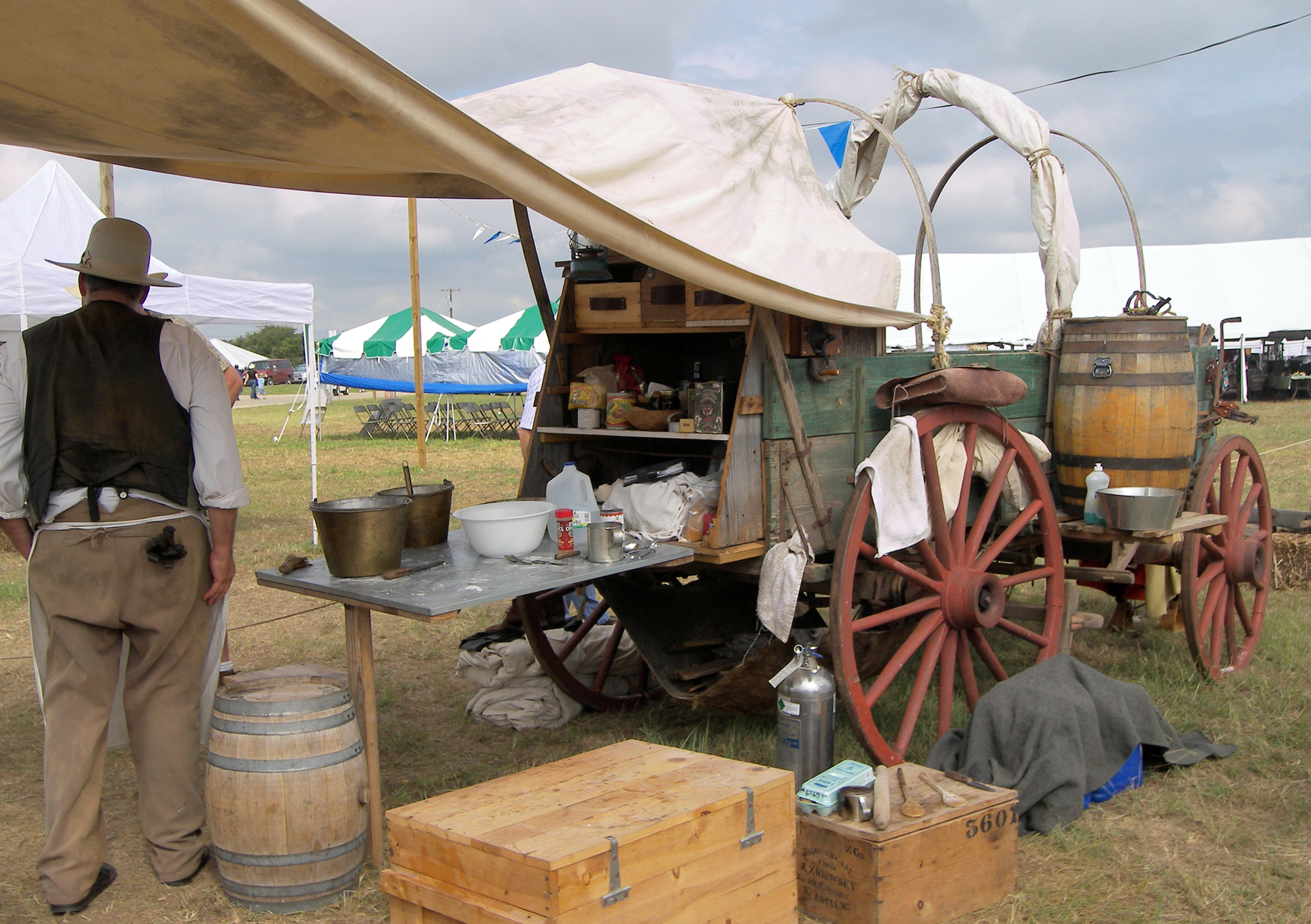
معرض تكساس للحياة البرية في أُستِن

العربةُ المطبخُ هي عربة استخدمت لتخزين ونقل الطعام ومعدات الطهي في مروج الولايات المتحدة وكندا.  شكلت هذه العربات جزءًا من قطار عربة للمستوطنين وأطعمت عمالًا مسافرين مثل رعاة البقر أو الحطابين.